# San Dionisio (Nicaragua)
San Dionisio es un municipio del departamento de Matagalpa en la República de Nicaragua.

## Geografía
El término municipal limita al norte con el municipio de Matagalpa, al sur y oeste con el municipio de Terrabona y al este con los municipios de Matagalpa y Esquipulas. La cabecera municipal está ubicada a 166 kilómetros de la capital de Managua.
Como accidentes geográficos en la parte oeste del municipio se extiende el macizo del Bonete, el cerro del Gavilán y Montaña Grande y en su parte norte, el cerro del Chile. En cuanto a su hidrografía, el territorio está bordeado en la parte sureste por el Río Grande de Matagalpa. El río Cálico cruza el territorio de norte a sur y recibe como afluente el río Susulí.

## Historia
Los primeros habitantes de San Dionisio fueron los indios matagalpas con influencia cultural de los indios chontales o chontayes mediante el intercambio comercial. Antes de la independencia, era un poblado lejano al que llamaban Espino Blanco y Agua Zarca. En 1830 los habitantes solicitaron a la asamblea legislativa la fundación del municipio. En virtud de tener un fuerte número de habitantes y las condiciones necesarias para la erección de pueblo, es así como el 18 de mayo de 1830, el lugar llamado Agua Zarca y Espino Blanco se erige como pueblo con el nombre de San Dionisio en honor a su fundador y Jefe de Estado Centroamericano de esa época Dionisio de Herrera.
Asimismo, se le autorizó la conformación de una municipalidad compuesta por un Alcalde, dos regidores y un síndico.

## Demografía
San Dionisio tiene una población actual de 18,710 habitantes. De la población total, el 50.3% son hombres y el 49.7% son mujeres. Casi el 18.9% de la población vive en la zona urbana.

## Naturaleza y clima
El municipio tiene un clima tropical de sabana, con la temperatura que oscila entre 25 a 27 °C.
La fauna cuenta con monos congo, mico, león colorado, venado, tigrillo, ardillas, conejos, loros, guapotes, lagartos, pez barbudo, cangrejos y serpientes. La flora tiene una gran variedad de pochotes, guanacaste, hinocuajo, eucalipto, higo, aguacate montero, bálsamo y matapalo.

## Localidades
Administrativamente la cabecera del municipio cuenta con cinco barrios: La Colonia Jaime Rugama, Fabio Martínez, San Francisco y Zínica; el área rural tiene 17 comarcas que se organizan en las siguientes comunidades:
- El Chile
- El Zapote
- Susuli
- Wibuse
- Los Limones
- El Jícaro
- Piedras Largas
- Monte Verde
- El Ocote Arriba
- Ocote Abajo
- Las Cuchillas
- El Junquillo
- El Carrizal
- El Zarzal
- Las Mesas
- El Cobano
- El Corozo

## Economía
La principal actividad económica de la localidad es la agricultura, se cultivan hortalizas como el repollo, tomate, papas, cebollas y chiltomas, en proporción de autoconsumo. El cultivo en su mayor parte es de forma tradicional, prevaleciendo la pequeña producción. La ganadería de vacuno, para carne y para leche, también es importante.

## Cultura
En el municipio existen, aunque en forma dispersa y casi desconocida, vocablos indígenas que designan a algunos sectores y haciendas tales como: Quirrague, Uyuque, Cosué, Cumaica, Cunagua y Agualí. Además existen las comunidades indígenas de Samulalí y Susulí, que tienen representantes del cacique y consejo de ancianos.